# 함안군의 지질

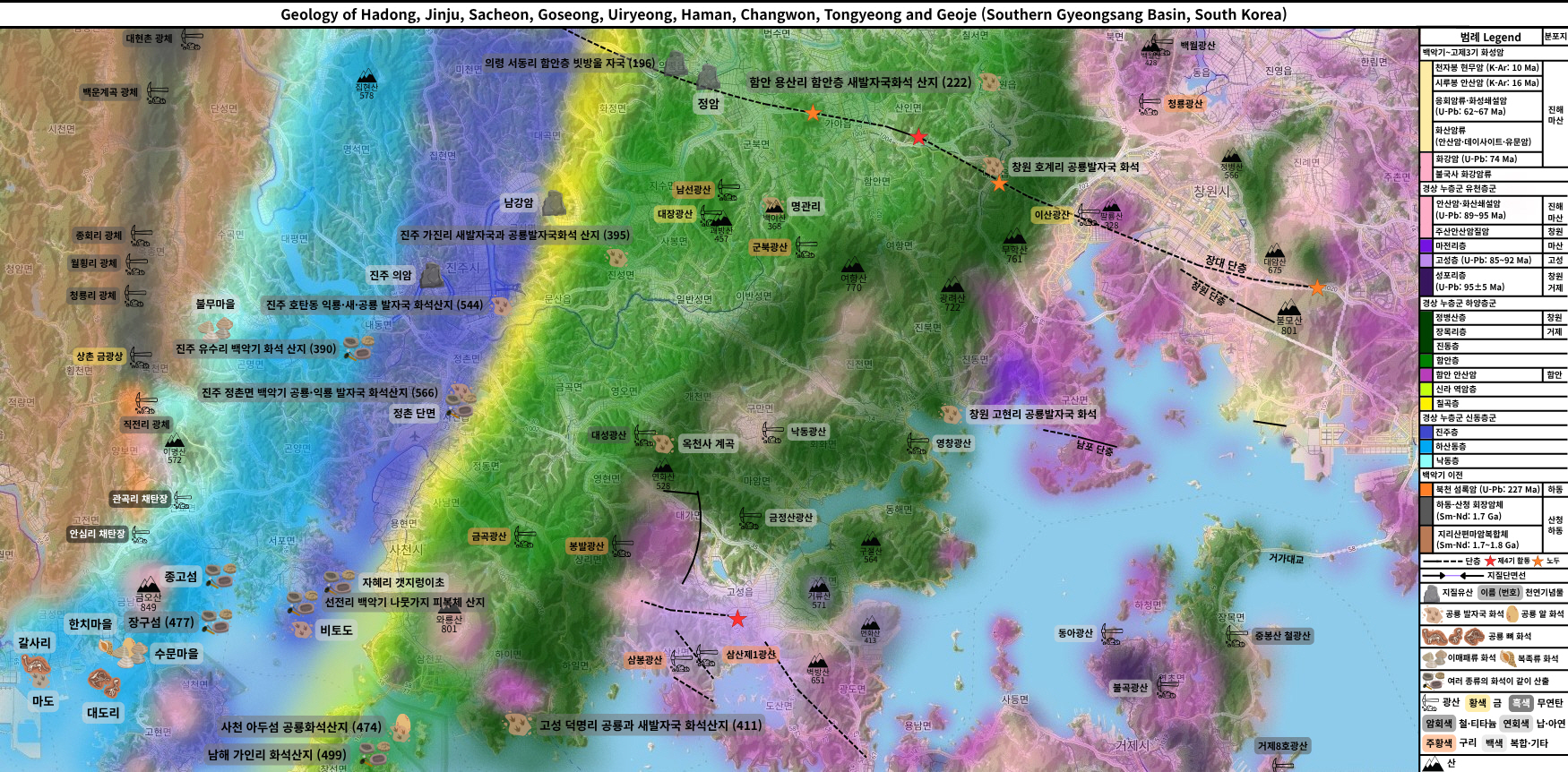
하동-산청 회장암체와 하동군의 지질, 진주시의 지질, 사천시의 지질, 고성군 (경상남도)의 지질, 함안군의 지질, 의령군의 지질, 창원시의 지질

본 문서에서는 대한민국 경상남도 함안군의 지질과 함안군 내 지질유산, 함안 용산리 함안층 새발자국화석 산지 및 광물과 지하자원(함안-군북 구리 광상)에 대해 설명한다.

## 개요
경상남도 함안군은 경상 분지 남부에 위치하여 함안군의 지질은 대부분 중생대 백악기의 퇴적암 지층 경상 누층군으로 구성되고 함안군 남부와 북동부 일부 지역에 중생대 백악기의 화강암이 분포한다. 경상 누층군 중에서도 함안군을 표식지로 하는 경상 누층군 함안층이 가장 넓게 분포하여 함안군의 80% 가량을 차지한다. 함안층 내에는 함안 용산리 함안층 새발자국화석 산지, 함안 안산암 등 여러 지질유산이 발달한다. 함안군 지역은 1960~1970년대에 지질 조사가 수행되었다. 1:5만 지질도폭 상으로,
- 남지 지질도폭(1972) 남동부 (대산면 북부, 칠서면 북서부)[3]
- 영산 지질도폭(1964) 남서부 (칠서면 북동부, 칠북면)[4]
- 의령 지질도폭(1963) 중·북부 (법수면, 대산면 남부, 가야읍, 함안면, 여항면, 산인면, 칠원읍 서부, 칠서면 남서부)[5]
- 마산 지질도폭(1963) 북서부 (칠서면 남동부, 칠원읍)[6]

에 해당한다.

## 경상 누층군함안층
함안층(Haman formation, 咸安層)은 경상 누층군 하양층군 상부의 퇴적암 지층으로, 함안군을 표식지로 하여 대구광역시에서 함안군을 지나 남해군까지 이어진다. 함안군 지역에서 함안층의 두께는 최고 2,600 m에 달하며, 국내 최초의 새발자국 화석인 Koreanaornis hamanensis 그리고 함안 용산리 함안층 새발자국화석 산지 등 새발자국 화석이 발견된다. 함안군을 표식지로 하는 만큼 함안층은 함안층 내에 협재된 안산암(함안 안산암)을 포함하여 함안군의 80% 정도를 차지한다.
함안군 군북면 소포리 부근에 분포하는 함안층 상부퇴적층을 대상으로 퇴적상 분석과 고환경 해석을 수행한 결과 퇴적상은 11개로 구분되며 이들 퇴적층의 퇴적 당시에는 건조한 기후가 우세한 가운데 건기와 우기가 반복되는 계절성 기후 조건을 가지는 충적평원 내지 호수 주변부와 얕은 호수 환경이 발달하였으며, 때때로 호수주변부에는 메마르고 염도가 높은 평원이 존재했고, 인근에서는 간헐적인 화산 활동이 발생한 것으로 해석된다. 이 지역의 함안층에는 붉은색 지층과 녹회색 지층의 교호가 일반적이다. 상부로 가면서 두꺼운 암회색 지층의 발달이 증가함은 점차 호수환경이 우세한 퇴적 조건으로 변화하였음을 의미한다. 퇴적상 중 붉은색질의 엽층 내지 박층으로 교호하는 세립사암 내지 실트스톤과 이암에서 파장 2 cm 내외, 파고 수 mm의 연흔 및 건열 구조가 흔히 발달하며, 간혹 무척추동물의 생흔 화석(Cochlichnus isp., Diplocraterion isp. 등), 공룡 및 새발자국 화석이 수반된다.

### 암상
남지 지질도폭(1972)에 의하면 대산면, 합강정 지역에 분포하는 함안층은 주로 자색(赭色)의 셰일, 이암, 사질셰일, 녹회색 사암, (암)회색의 셰일, 실트스톤 등으로 구성된다. 하부에서는 주로 자색이 우세한 셰일, 이암, 사질셰일의 호층에 간혹 자색사암이 협재되며 중부에서는 (암)녹색, (암)회색의 사질셰일과 사암이 우세하며 상부에서는 자색셰일과 사암, (암)회색의 사질셰일 또는 사암이 호층을 형성한다. 함안층의 일반적인 주향과 경사는 북동 20~60°및 남동 5~15°이다. 함안층의 두께는 1,600 m 이상으로 추정된다.
영산 지질도폭(1964)에 의하면 함안군 칠북면~창녕군 지역에 분포하는 함안층은 주로 자색(赭色)과 회녹색 셰일, 사질셰일, 회색 이암, 세립사암, 실트스톤 등의 담색 세립질 퇴적암의 호층으로 구성된다. 자색 셰일은 하부에서 현저하고 상부로 갈수록 간간히 회녹색 내지 회색암층 사이에 협재된다. 자색 및 사질셰일은 수평적으로 색과 암상이 점이적으로 변하여 회녹색 셰일 및 사질셰일이 된다. 상부의 진동층과는 대체로 점이적이나 최상부의 자색 셰일층을 경계로 구분한다. 함안층 중에는 간혹 안산암질암이 암주(巖柱) 내지 암상(巖床) 형태로 관입하고 있다. 일부 지역에서 산성맥암의 관입으로 처트화되었다. 함안층의 주향은 낙동강 이북 창녕군에서 남-북, 낙동강 이남 함안군에서 북동 40°이며 (남)동쪽으로 10~15°경사한다.
의령 지질도폭(1963)에 의하면 의령군과 진주시, 함안군 군북면, 가야읍, 산인면, 함안면 지역에 넓게 분포한다. 함안층은 회색 사질셰일 및 판상의 자색(赭色) 사질셰일의 호층(互層)으로 자색이 우세하다. 함안층의 일반적인 주향은 북동 70°이고 경사는 남동 10°이며 지층의 두께는 2,600 m이다.
마산 지질도폭(1963)에 의하면 함안군 칠원읍 용정리, 용산리 서부-운서리 서부-칠서면 회산리, 청계리, 무릉리 지역에 분포하며 중간에 안산암이 협재된다. 함안층은 회색 이암, 회녹색 셰일, 사질셰일, 자색셰일 내지 실트스톤 등으로 구성된다. 상부의 진동층과는 폭 3 m 이하의 자색 셰일 및 실트스톤을 협재한다는 점에서 구별되나 자색 셰일은 함안군 중부 지역에서 우세하게 발달하지만 북동 방향으로 갈수록 점차 폭이 좁아져 회색 내지 회녹색 이암, 셰일로 점이한다. 상부의 진동층과의 경계는 불명확하나 대체로 최상부 자색 셰일 상위에 경계가 있다. 함안안산암 하부에는 폭 20~100 cm의 니질 석회암층이 협재된다.
표식지 함안군의 함안층
- 함안군 군북면 수곡리 방어산로 도로변의 함안층
북위 35° 16′ 48.2″ 동경 128° 18′ 20.1″ / 북위 35.280056°  동경 128.305583°
- 함안군 군북면 사도리 방어산로 도로변의 함안층
북위 35° 16′ 47.9″ 동경 128° 18′ 31.8″ / 북위 35.279972°  동경 128.308833°
- 함안군 군북면 하림리 서산사 입구의 함안층 절벽에 백세청풍(百世淸風)이라고 적혀 있다.
북위 35° 14′ 41.4″ 동경 128° 19′ 54.5″ / 북위 35.244833°  동경 128.331806°
- 왼쪽 노두의 근경
북위 35° 14′ 40.4″ 동경 128° 19′ 53.8″ / 북위 35.244556°  동경 128.331611°
- 함안군 칠서면 계내1길 62-3 전면의 함안층
북위 35° 22′ 42.9″ 동경 128° 28′ 34.4″ / 북위 35.378583°  동경 128.476222°
- 함안군 칠서면 계내1길 용머리터널 도로변의 함안층
북위 35° 22′ 42.6″ 동경 128° 28′ 34.7″ / 북위 35.378500°  동경 128.476306°
- 왼쪽 사진 맞은편의 함안층
북위 35° 22′ 42.7″ 동경 128° 28′ 34.6″ / 북위 35.378528°  동경 128.476278°
- 함안군 대산면 대사리 도둑고개 도로변의 함안층
북위 35° 18′ 54.9″ 동경 128° 28′ 03.9″ / 북위 35.315250°  동경 128.467750°
- 입곡군립공원 내 입곡 저수지에 드러난 함안 안산암 (도로명주소 : 함안군 산인면 입곡공원길 138 및 254 부근)
북위 35° 16′ 06.1″ 동경 128° 26′ 40.4″ / 북위 35.268361°  동경 128.444556°
- 함안군 산인면 입곡리 지방도 제1021호선 도로변의 함안층
북위 35° 15′ 05.0″ 동경 128° 26′ 38.2″ / 북위 35.251389°  동경 128.443944°
- 함안층을 관입한 암맥
북위 35° 15′ 05.4″ 동경 128° 26′ 40.4″ / 북위 35.251500°  동경 128.444556°
- 왼쪽 사진의 근경
북위 35° 15′ 02.3″ 동경 128° 26′ 39.7″ / 북위 35.250639°  동경 128.444361°
- 함안군 대산면 장암리 합강정 진입로 도로변의 함안층

### 함안 안산암
함안층 상부에는 60~190 m 폭의 함안 안산암(Ksha)이 발달하며 이는 북동 방향으로 갈수록 점차 얇아진다. 안산암은 암회색 내지 녹암회색을 띠는 비교적 치밀한 중립 내지 미립 암석이며 곳에 따라 1 m 정도의 집괴(集塊)암상도 있다. 무릉리 남부 죽청 마을 부근에서는 녹렴석의 발달로 암녹회색을 띤다. 안산암을 덮는 경(硬)사암은 대체로 괴상(塊狀)으로 암회색, 녹회색을 띠는 중립-세립질암석이다. 칠서면 무릉리 계곡에서는 약간의 담색 알코스사암을 협재하며 두께는 최소 60 m에 이르고 상부의 이암 또는 셰일로 점이한다.
함안군 산인면 입곡리 산 80-1 (N 35°16'07.26", E 128°26'40.85"), 입곡군립공원 내 입곡 저수지에는 함안 안산암이 드러나 있다. 함안 안산암은 함안층과 진동층의 경계에 협재되어 나타나는 북동-남서 방향의 화산쇄설성 퇴적암과 이에 협재된 안산암으로 알려져 있으며 응회질 각력암이 주를 이루고 중부와 하부에 각각 응회질사암과 응회질-역질사암이 협재되어 나타난다.

### 함안 용산리 함안층 새발자국화석 산지
1963년 마산 지질도폭 조사 당시에는 화석이 산출되지 않았으나 6년 후인 1969년 마산 지질도폭 지역에 해당하는 함안군 칠원읍 용산리에서 당시 마산여자고등학교 허찬구 교사에 의해 함안 용산리 함안층 새발자국화석 산지가 발견되어 대한민국의 천연기념물 제222호로 지정되었다. 이 화석산지에서는 새발자국과 용각류 발자국, 무척추동물의 생흔 화석과 함께 교과서적인 연흔및 건열 등의 퇴적 구조가 관찰된다. 전체적인 암상은 판상의 사암 내지 미사암이 퇴적된 후, 적색의 이암이 얇게 피복하는 암상이 주를 이룬다. 이곳에서 산출되는 새발자국은 두 종으로 Koreanaornis hamanensis와 Jindongornipes kimi이다. 새발자국 화석과 함께 발견된 용각류 발자국 화석의 종은 보고된 바가 없으나, 무척추동물의 생흔은 선형동물에 의한 Cochlichnus로 보고되었다.
함안 용산리 함안층 새발자국화석 산지
- 함안 용산리 함안층 새발자국화석 산지에 드러난 함안층의 노두. 층리와 연흔 구조가 잘 드러나 있다.
북위 35° 18′ 38.4″ 동경 128° 30′ 45.0″ / 북위 35.310667°  동경 128.512500°
- 함안 용산리 함안층 새발자국화석 산지에 드러난 함안층의 노두
북위 35° 18′ 37.9″ 동경 128° 30′ 44.2″ / 북위 35.310528°  동경 128.512278°
- 함안 용산리 함안층 새발자국화석 산지에 드러난 함안층의 노두
북위 35° 18′ 37.1″ 동경 128° 30′ 45.3″ / 북위 35.310306°  동경 128.512583°

### 함안 악양루
함안군 대신면 서촌리의 함안 악양루 아래에는 함안층의 사암과 이암으로 구성된 하식애가 드러나 있다.
함안 악양루의 함안층
- 함안 악양루 옆에 드러난 함안층의 노두
- 함안 악양루와 그 밑에 드러난 함안층의 노두
북위 35° 20′ 06.4″ 동경 128° 23′ 54.5″ / 북위 35.335111°  동경 128.398472°
- 악양루 안내판과 함안층 노두

### 백이산 공룡 발자국 화석산지
함안군 군북면 명관리 백이산 북서편 계곡의 등산로를 따라 분포(N 35°13'55.58", E 128°20'49.02")하는 함안층에서 약 100여 개의 조각류 및 용각류 공룡 발자국이 발견되었다. 이곳은 2004년 현지 주민이 발견하여 알려지게 되었으며 등산로를 따라 안내판과 해설판이 설치되어 있다. 이곳의 함안층은 이암과 세립사암 내지 실트스톤이 엽층 내지 박층으로 교호하는 양상을 보이며 연흔 구조가 관찰되고 대체로 혼펠스질이다.

### 군북 얼음골
함안군 군북면 사촌리의 군북 얼음골(지번: 군북면 사촌리 1019-1, 도로명주소: 함안군 군북면 오곡4길 223, 군북동광얼음골휴양지, 북위 35° 13′ 06.75″ 동경 128° 21′ 41.16″ / 북위 35.2185417°  동경 128.3614333° )은 폐광된 구리 광산 지역으로 4개의 갱구가 노출되어 있다. 오늘날에는 폐갱도로부터 시원한 바람과 물이 흘러나와 얼음골이라 하며 땅주인이 음식점을 운영하고 있다. 얼음골 주변에 드러난 함안층은 대체로 혼펠스질이고 이암과 세립사암 내지 실트스톤이 엽층 내지 박층으로 교호한다.

## 경상 누층군진동층
진동층(Jindong Formation, 鎭東層)은 경상 분지 밀양소분지에 분포하는 중생대 백악기 경상 누층군 하양층군의 최상부 지층으로 대구광역시에서 남해군까지 이어지며 함안군 내에서는 함안군 동부 칠북면 이령리~어미산(323 m)~시모산(264 m)~함박산(278 m)~무릉산(565 m)~작대산(647 m)~보등산(393 m) 및 함안군 남부 여항산(770 m)~서북산(737 m)~대부산(327 m)~광노산(722 m)~여항면~광려산(378 m) 산악 지역에 분포한다.
영산 지질도폭(1964)에 의하면 하위의 함안층과 정합적이고 점이적이나 하부에서 자색(赭色) (사질)셰일을 볼 수 없는 점에서 구별된다. 진동층은 대체적으로 (암)회색 셰일, 사질셰일, 녹회색 셰일이 우세하고 알코스질 사암층이 협재된다. 일반적인 주향은 북서 10°~북동 10° 이나 낙동강 이남 함안군 지역에서는 북동 30°으로 변하며 동측으로 20°경사한다. 두께는 대략 2,500 m이다.
마산 지질도폭(1963)에 의하면 하위의 함안층을 정합으로 덮으며 (암)회색 셰일, 회색 알코스사암으로 구성되고 약간의 역암을 협재하며 셰일 중에는 연흔 구조가 관찰된다. 진동층 하부는 자색 셰일을 협재하지 않는다는 점에서 함안층과 구별되며 대체로 회색 셰일과 회녹색 이암 등으로 구성된다. 진동층의 주향은 북동 30°이며 경사는 남동 10° 정도이다. 진동층의 최대 두께는 약 1,300 m이다.
의령 지질도폭(1963)에 의하면 여항면 지역의 진동층은 회(흑)색 셰일, 사질셰일, 사암으로 구성되며 하위의 함안층과는 흑색 석회질이암의 박층으로 접해 함안층과의 구분은 용이하다. 지층의 주향과 경사는 북동 5~70 및 남 10°이며 두께는 약 1,000 m이다. 이 지역에서 본 층은 함안층에서와 마찬가지로 화성암의 영향을 받아 변질된 것이 많고 진주시 이반성면과 내서면 삼계리에 정상적인 지층이 노출되어 있을 뿐이다.
함안군 칠원읍 오곡리의 중부내륙고속도로 도로면에 드러난 진동층에서 벌집 모양의 특이한 요철 구조가 발견되었다. 이 지역에 발달한 진동층은 전반적으로 엽층 내지 박층으로 발달한 세립사암 내지 실트스톤과 이암의 호층으로 구성되며 서로 반대되는 방향의 사층리가 발달하고 연흔과 건열 구조가 발달하며 일부 층준에서 공룡의 족흔(足痕) 화석이 관찰된다. 각의 형성이 뚜렷하지 않은 마름모형, 오각형, 육각형 등의 형태를 보이는 요철 구조의 직경은 6 내지 12 mm, 깊이는 1 mm 정도이며 이 구조의 형성 원인은 물결이 여러 방향으로 일어나면서 만들어진 일종의 간섭 연흔이라는 설 또는 얕은 물에 올챙이 떼가 서식할 때 서로간의 공간을 차지하기 위한 운동으로부터 이 구조가 형성되었다는 올챙이집(tadpole nest) 기원설로 추정할 수 있다. 단 전자인 간섭 연흔설의 가능성을 인정하기 힘든 것이 해당 지역의 진동층 내에 발달한 연흔 구조가 퇴적 당시 물의 운동이 거의 일정한 방향으로 일어났다는 것을 지시하기 때문이다. 그러나 후자인 올챙이집 기원설은 진동층이 백악기의 얕은 호수에서 퇴적된 지층이며 서식 환경(담수)도 문제가 되지 않아 요철 구조가 올챙이집 기원임을 시사한다.

## 백악기화성암

### 화강섬록암
화강섬록암은 함안군 방어산(532 m)과 여항면 주서리, 산인면 신산리 지역에서 진동층을 저반(Batholith) 혹은 암주(Stock) 형태로 관입하며 그 주변에 암맥 등을 발달시키며 진동층에 접촉 변질 작용을 가해 혼펠스로 변성시켰다. 석영, 사장석, 소량의 정장석, 흑운모, 각섬석 등으로 구성된다.

### 산성암맥
산성암맥은 진주시 이반성면 장안리에서 함안군 군북면 명관리를 지나 사도리까지 남-북 방향으로 약 10 km 연장된다. 암맥의 폭은 2 m 정도이다.

### 염기성 암맥
염기성암맥은 함안군 곳곳에서 경상 누층군을 소규모로 관입하며 방어산 주변, 군북면 사랑부근, 오곡리, 함안면 강명리부근, 불당곡 부근에 많이 분포한다. 사랑 부근에는 폭 10 m 이상의 암맥이 셰일 지층에 관입하여 석재로써 채굴된다.

## 장대 단층
장대 단층(長大 斷層, Jangdae Fault)은 경상남도 의령군에서 함안군과 창원시를 거쳐 김해시로 이어지는 서북서 방향의 단층으로, 김해시 장유면과 의령군 대의면의 앞 글자를 따 장대 단층으로 명명되었다. 김해시 장유면에서 시작하여 창원시와 함안군 가야읍, 의령군 의령읍을 지나 대의면까지 이어지는 서북서 주향의 장대 단층은, 기존의 5만 지질도 마산(1963), 의령(1963), 진주(1969), 삼가(1975) 지질도폭에서는 보고되지 않은 단층이며 비교적 최근인 2000년대에 명명된 단층이다. 이 단층은 경상 누층군 하양층군 함안층과 진동층 등을 자르고 있으며, 함안에서 의령 쪽으로 남해고속도로를 따라 서북서 방향의 뚜렷한 선상구조를 보이고 있다.

### 좌수향 운동 지시자
함안군 가야읍 북서부, 법수면과 군북면의 경계 지점에는 남북으로 분리된 두 반원형의 지형 구조가 관측되는데, 북쪽은 천제산(225 m)을 중심으로 하며, 남쪽은 삼봉산(302 m)을 중심으로 한다. 이곳을 따라 남해고속도로가 통과하며, 장지 나들목과 함안 나들목 사이에 위치한다. 류충렬(2008, 2009)과 활성단층 보고서(2012)에서는, 둘 사이의 서북서 방향의 선상구조를 축으로 하나를 750 m정도 이동시키면 이들은 하나의 환상(環狀) 구조로 일치한다는 점을 근거로, 환상구조가 생성된 이후 주향 이동 단층의 운동으로 750 m 가량의 변위를 가지게 된 것으로 해석했다. 북북서 방향으로 달리는 산릉은 단층 추정선 가까이서 반시계방향으로 끌림습곡의 양상을 보인다.

### 단층지형
홍영민과 신재열(2021)의 연구 결과, 경상남도 함안군 산인면 모곡리 지역에서 제4기 활동을 지시하는 단층 지형이 발견되었다. 모곡리에서 발견된 제4기층을 절단하는 단층의 노두는 주향 북서 60~65°, 경사 남서 70°이며 남서측 지괴가 북동측으로 0.8 m 상승한 역단층이다. 이러한 역단층 운동은 장대 단층 중 가지 단층의 분기점에서 발생한 전달압축력(transpression)에 의해 형성되었으며 전달압축력은 장대 단층의 좌수향 운동에 기인한 것으로 추정된다. 단층선 상의 선상지에서는 제4기 후기 동안 1~2.5 m의 누적 수직 변위량이 산출되었다.

## 광산과 지하자원 (함안-군북 구리 광화대)
함안군 지역의 광상은 경상 누층군 함안층 및 진동층에 화성암이 관입하여 셰일에 접촉변질을 가한 동시에 접촉면 부근에 형성된 열극을 충전한 광상으로 금, 은, 구리 및 코발트 광상이 군북면 하림리, 오곡리, 함안면 내곡리 등지에 부존되어 있다.
함안-군북 구리 광화대는 경상 분지의 대표적인 비철금속 광상구이다. 함안-군북 지역 내 함안층, 진동층, 화강섬록암(118 Ma)의 열극 내에 발달하는 광체에는 황동석이 황화광물 중에서 가장 풍부하고 황철석, 유비철석(硫砒鐵石), 자류철석(磁硫鐵石), 백철석, 섬아연석, 방연석이 산출되며 소량의 호박금, 사면동석, 자연 비스무트, 농홍은석, 휘동석, 침철석이 수반된다. 함안-군북 광상구에서 구리-철 광화작용은 경상 분지 형성기에서 변형기로 변환되는 시기에 수반되었으며, 광화 시기는 89~81 Ma (백악기 후기 투랜절~코냐크절)이다.

### 봉계리 철 채광장
봉계리 철 채광장은 함안군 칠북면 봉촌리 북동부 산지에 있으며 경상 누층군 진동층의 처트 내에 발달한 동-서 내지 북동 70° 방향의 열극을 따라 충전된 맥상 광상이다. 맥폭은 50 cm 내외, 연장 4 m 내외로 약간의 적철을 포함하는 자철석이 산출되고 석영이 수반된다..

### 남선광산
남선광산(南鮮鑛山)은 함안군 군북면 하림리 신동상곡 표고 400 m 지점에 위치하며 일대의 지질은 함안층 셰일에 화강섬록암이 관입하였다. 광맥은 화강섬록암 내 열극을 충전한 석영맥으로 동-서 주향에 수직으로 발달하며 폭은 평균 30 cm, 연장은 200 m 정도이다. 황동석, 황철석, 자류철석(磁硫鐵石), 방연석, 섬아연석 등의 광석광물과 석영, 방해석의 맥석광물이 산출된다.

### 군북광산
군북광산(郡北鑛山)은 함안군 군북면 오곡리 오봉산(524 m) 동쪽 산지에 위치하며 일대의 지질은 함안층 셰일이 화강섬록암의 관입으로 혼펠스화되었다. 광맥은 혼펠스 내 열극을 충전한 석영맥으로 남-북 주향에 수직으로 발달하며 폭은 30 cm, 연장은 500 m 정도이다. 이 광산은 제1차 세계대전 때부터 가행한 오래된 광산으로 1916년 3월 22일 최초로 광업권을 등록하였고 현재는 폐광되어 갱도가 침수되었다. 광맥은 주맥 및 대신맥과 주변의 소규모 평행맥들로 구성된다. 황동석, 황철석, 자류철석, 유비철석(硫砒鐵石) 등이 산출된다.

### 함안광산
함안광산은 군북광산 반대편인 함안군 여항면 여양리에 위치하며 일대의 지질은 진동층 셰일이 화강섬록암의 관입으로 혼펠스화되었다. 광맥은 5개가 있으며 1개는 화강섬록암 내에, 4개는 진동층 혼펠스 내에 있고 거의 남-북 주향에 수직으로 발달하며 폭은 평균 50 cm, 최대 1 m이다. 1919년 일본인에 의해 개발되었고 대규모로 가행되어 왔으나 현재 폐광되어 갱도는 전부 침수되어 있다.

### 경나군북광산
경나군북광산(京那郡北鑛山)은 함안군 군북면 사촌리 상곡에 위치하며 일대의 지질은 함안층 셰일에 화강섬록암이 관입하였다. 서쪽으로 군북광산, 남쪽으로 함안광산에 인접하여 있으며 광맥은 셰일 지층 내 열극을 충전한 석영맥이다.

## 같이 보기
- 경상 누층군 함안층
- 한국의 지질
- 진주시의 지질
- 의령군의 지질
- 창녕군의 지질
- 창원시의 지질
- 고성군 (경상남도)의 지질
- 부산광역시의 지질
- 대구광역시의 지질
- 밀양시의 지질
- 합천군의 지질